# Claude Yvon
Claude Yvon (1714 – 1789) è stato un abate, teologo ed enciclopedista francese.

## Opere
- Liberté de conscience. Resserrée dans des bornes légitimes (1754, testo in Google Libri)
- Lettres a Monsieur Rousseau, pour servir de réponse à sa lettre contre le mandement de monsieur l'archevéque de Paris (1763, testo in Google Libri)
- Discours généraux et raisonnés sur l'histoire de l'église (1768, testo in Google Libri)
- Histoire philosophique de la religion (1779, testo in Google Libri)
- Histoire de la religion, où l'on accorde la philosophie avec le christianisme (1785, testo in Google Libri)